# Biominéralisation

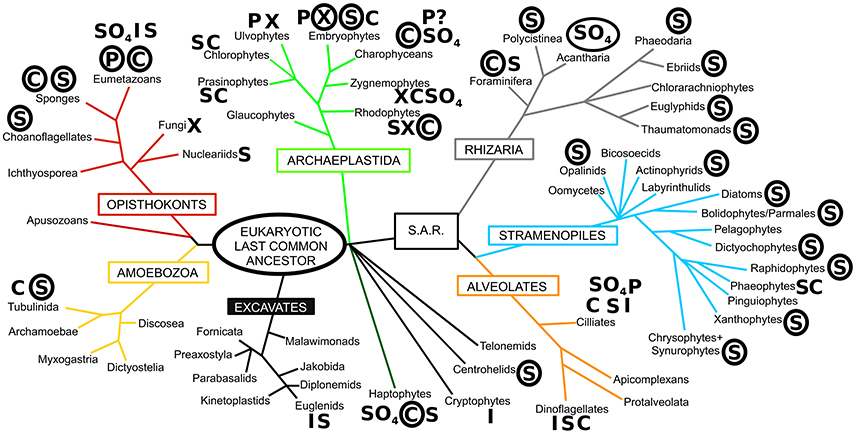
Arbre phylogénétique des eucaryotes montrant les systèmes minéralisés à base de Silice (S), Carbonates de calcium (C), Phosphates de calcium (P), oxydes de fer (I pour l'anglais Iron désignant le fer), oXalate de calcium (X), Sulfates (SO4).

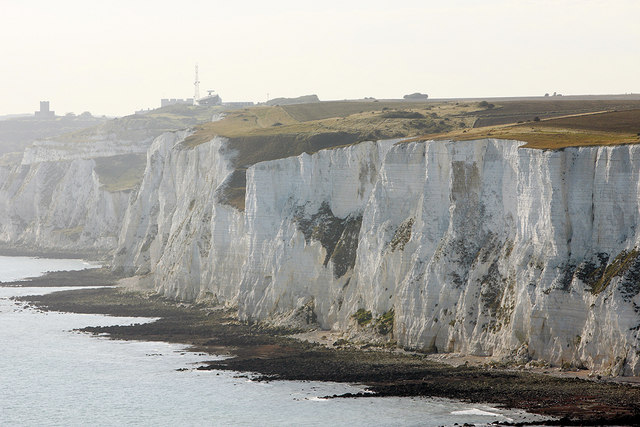
La biominéralisation a joué un rôle considérable de puits de carbone et dans les cycles biogéochimiques en jeu dans la terraformation ; la craie de ces falaises est par exemple quasi entièrement constituée de restes fossiles de squelette (coccolithes), biominéralisés par des microorganismes planctoniques (les coccolithophoridés).

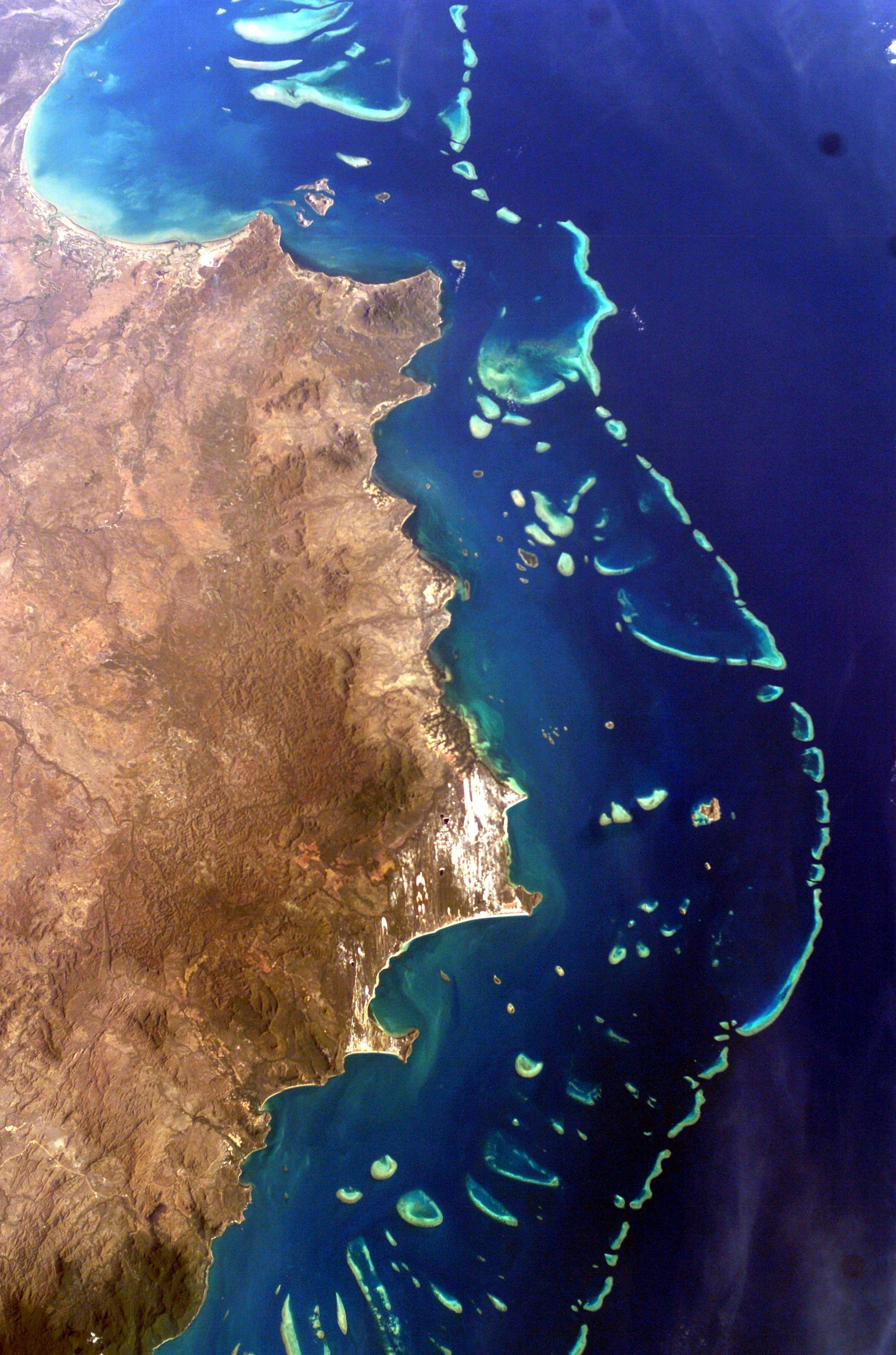
On retrouve les structures biominéralisées à l'échelle micrométrique (notamment chez les microalgues du phytoplancton qui élaborent un exosquelette) jusqu'aux échelles kilométriques, visibles depuis l'espace, comme ici la Grande Barrière de corail.

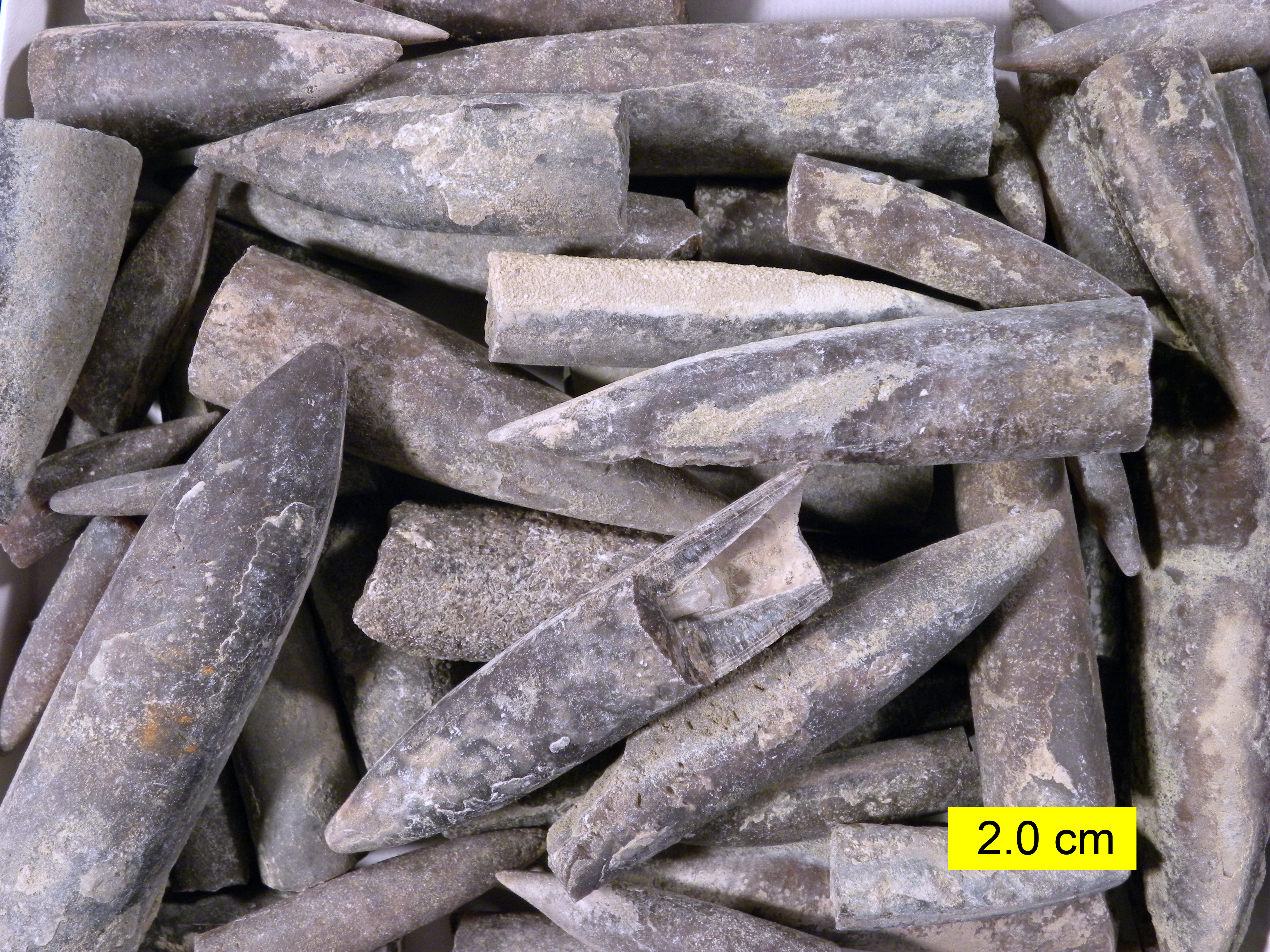
Pièces du squelette fossilisé de l'animal nageur belemnitida, qui vivait durant la période jurassique.

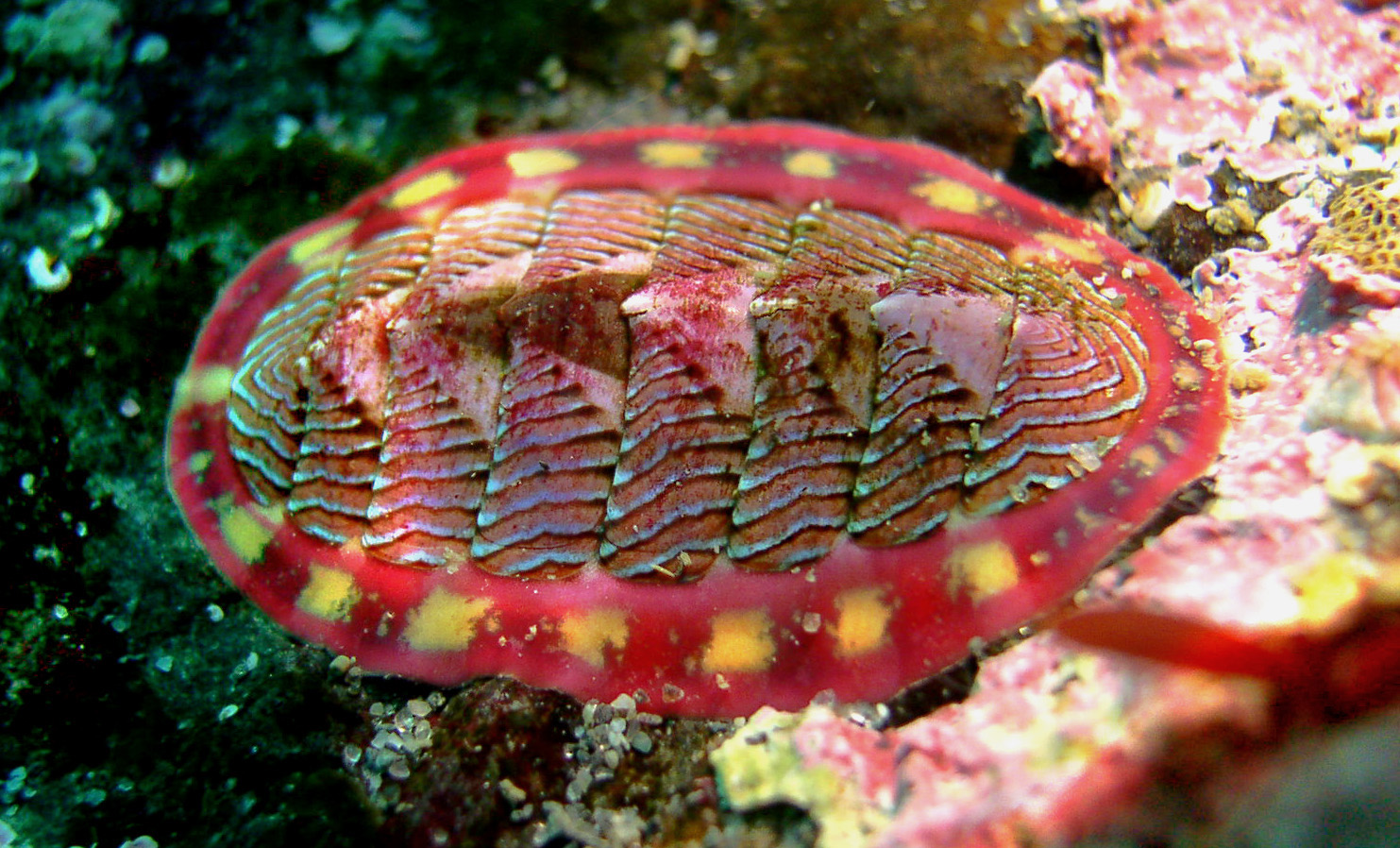
Les plaques articulées protectrices de ce chiton (mollusque de la classe des Polyplacophora) sont composées d'ocelles (yeux composés d'une rétine et d'une lentille en aragonite biosynthétisée par l'animal au cours de sa croissance).

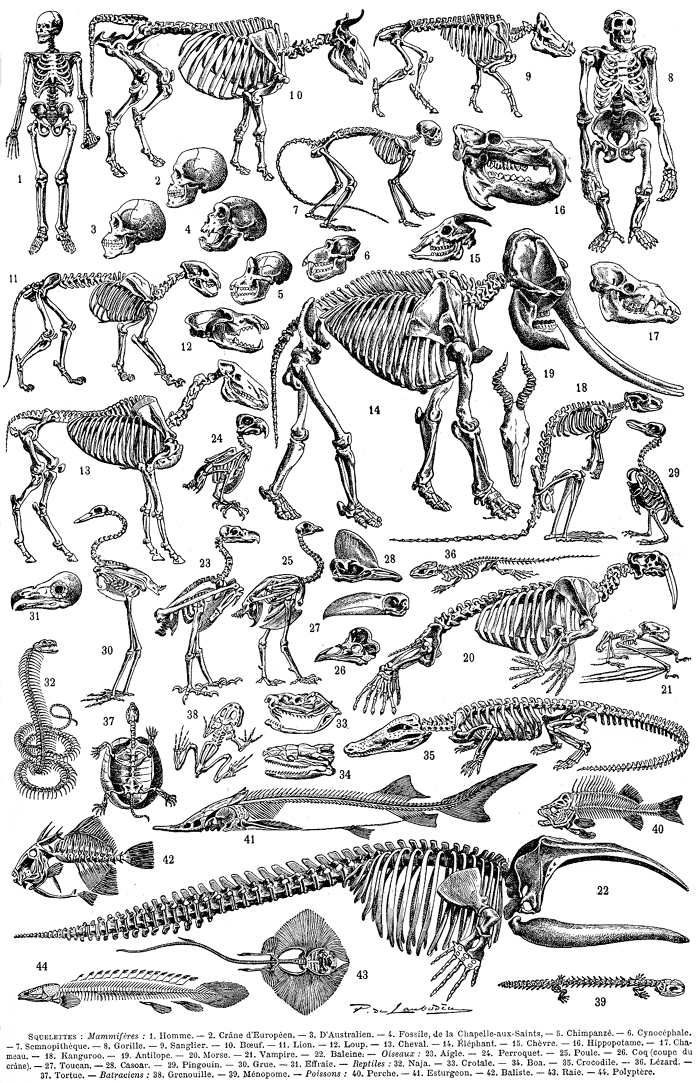
De très nombreuses formes de squelettes de vertébrés sont permises par la « biominéralisation contrôlée »

La biominéralisation est l'ensemble des phénomènes physico-chimiques, moléculaires et cellulaires conduisant à la précipitation de minéraux inorganiques par des organismes vivants, aussi bien des procaryotes que des eucaryotes. La production de structures minéralisées par ces organismes remplit plusieurs fonctions qui représentent un avantage évolutif. Elle permet notamment de durcir ou raidir leurs tissus pour former ces structures (fonctions physiologiques de tenue mécanique qui permet d'assurer leur rigidité, de protection, de défense contre les prédateurs et de résistance contre les stress écologiques). Ces structures intègrent aussi des fonctions moins intuitives (photoréception, implication dans la nutrition et la reproduction, réserves ioniques pour le métabolisme, orientation spatiale par la perception de la gravité (en) ou du champ magnétique). Ce terme désigne non seulement les processus de formation du minéral bioformé que le biominéral lui-même.
Plus de 60 types de biominéraux, répartis dans 55 phylums des trois domaines (bactéries, archées, ont été recensés dans le monde vivant où les organismes ont développé leurs propres stratégies de synthèse pour construire leurs structures minéralisées en fonction de l'abondance des éléments chimiques dans la croûte terrestre et dans l'eau de mer. Parmi ces minéraux caractérisés par leur structure hiérarchique et leurs propriétés remarquables, le carbonate de calcium, principal constituant de la coquille des mollusques, de la carapaces des crustacés, de l'endo ou exosquelette de certaines espèces de coraux, de phytoplancton, ou d'algues, est le biominéral le plus répandu dans le monde vivant.

## Un phénomène répandu, ancien et diversifié dans le Vivant
La biominéralisation est réalisée par des bactéries et des archées depuis plusieurs milliards d’années. Les fossiles montrent que des animaux capables de produire des squelettes minéralisés existent dans les océans depuis au moins 550 millions d'années (assemblages à SSF apparus au Tommotien, juste avant l'explosion cambrienne). Ces premières biominéralisations animales seraient des structures de soutien aux muscles ou une réponse à la pression croissante de prédation, moteur d'innovation et de diversification,.
Les trois domaines du monde vivant comprennent des taxons capables de biosynthétiser des minéraux, et plus de 60 minéraux différents ont été identifiés chez ces organismes,.
Ils servent principalement à fabriquer des exosquelette ou des endosquelettes et peuvent souvent jouer un rôle important de détoxication (des métaux lourds ou métalloïdes toxiques peuvent y être en quelque sorte au moins provisoirement « inertés »).
Ils ont aussi joué un rôle important dans les cycles biogéochimiques et pour la stabilisation du climat terrestre en tant que puits de carbone majeur (formation de la craie et des roches d'origine coralliennes).

## Exemples de molécules biominérales
- les silicates synthétisés par les algues et diatomées,
- de nombreuses formes de carbonates biosynthétisés par des invertébrés,
- les phosphates de calcium et les carbonates synthétisés par l'organisme de vertébrés.

Ces minéraux forment souvent des traits structurels comme les coquilles et les os chez les mammifères et les oiseaux ou le squelette des poissons.

## Typologies et processus de biominéralisation

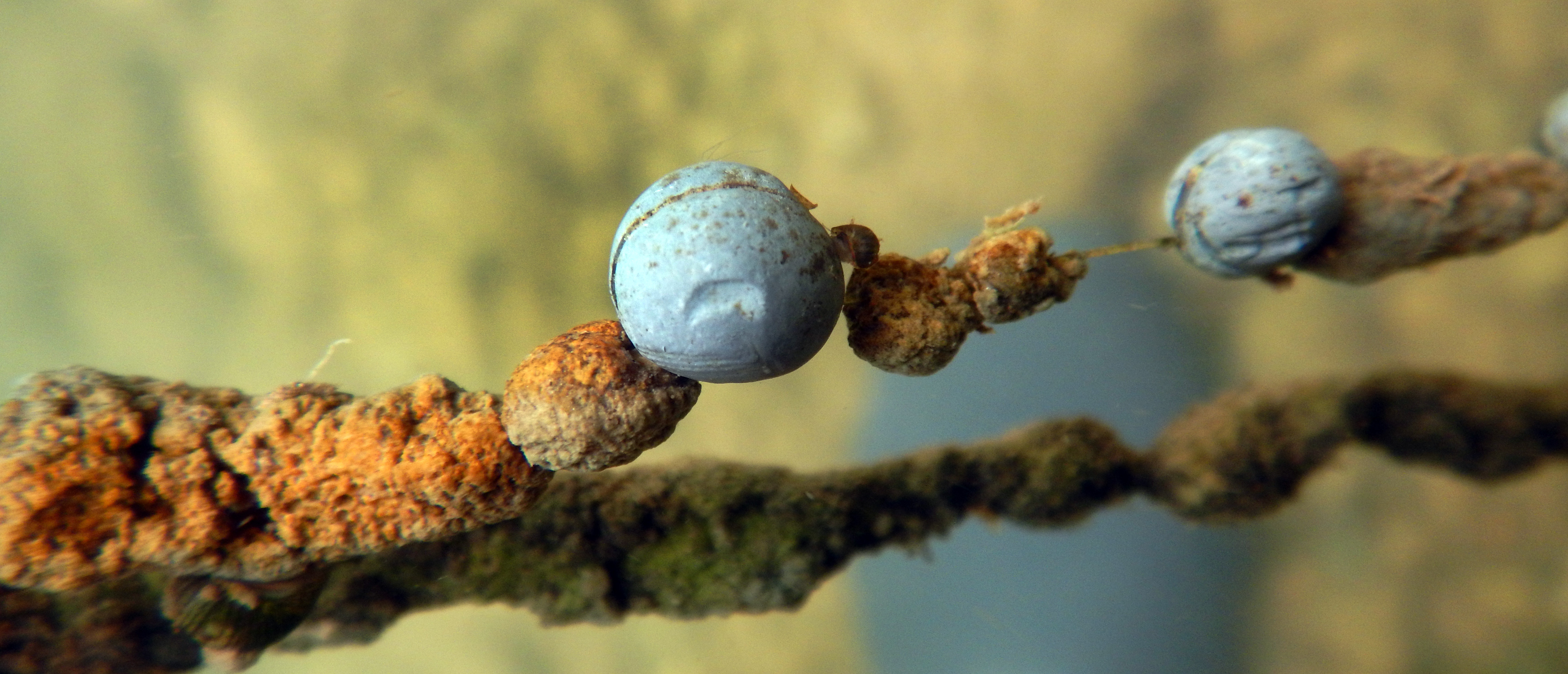
Ici (dans la Sèvre niortaise), l'écotoxicité du plomb utilisé dans ces agrès de pêche inhibe totalement le phénomène d'encroûtement algo-bactérien qui se développe dans une grande partie de cette section du cours d'eau.

Deux grands types de processus de minéralisation par le vivant sont distingués :
- la biominéralisation induite, qui regroupe les formes passives de biominéralisation ne nécessitant pas de machinerie biologique dédiée (le matériau est dans ce cas simplement issus d'interactions entre le métabolisme normal de l’organisme et son environnement, et généralement excrété ou précipité par l'organisme dans l'environnement). La structure du biominéral produit est alors très proche de celles qu'on observe dans les cristallisations ou précipitations chimiques spontanées et abiotiques. Il peut dans ce cas ne pas y avoir de coût métabolique supplémentaire pour l'organisme.
Elle est par exemple à l'œuvre dans les biofilms encroutants. C'est un phénomène dont les traces les plus anciennes sont les stromatolithes formés par les eubactéries.
La précipitation du minéral peut aussi être interne et intracellulaire, comme chez certaines algues (ex : Padina) comme l'a montré Borowitzka en 1982[9] ou chez certains mollusques (c'est ainsi que le Nautile calcifie son « bec »[10]) ;
- la biominéralisation contrôlée, quand des gènes, des tissus et des processus spécialisés sont nécessaires pour produire et contrôler la production organisée de couches de cristaux au sein d'une « matrice organique ».
La structure du biominéral est alors beaucoup plus complexe que celles observées lors des précipitations ou cristallisations abiotiques et peut avoir un coût énergétique pour l'organisme, en quelque sorte remboursé par les avantages qu'elle lui apportent.
Elle impose à l'animal un espace dédié où il peut produire une concentration saturée en certains ions ; « dans la cellule, entre les cellules ou entre l’organisme et le milieu externe, afin d’isoler le compartiment dans lequel la cristallisation va se produire. Elle implique également des mécanismes de transport cellulaire des ions minéraux participants (e.g. Ca2+, CO32-, HPO42-, Fe2+ …), de production d’une matrice organique (protéines, polysaccharides, lipides...), de contrôle de la nucléation, de la croissance et de la structure des cristaux, et enfin, de l’arrêt de leur croissance ». Ce processus est retrouvé au sein de très nombreux groupes taxonomiques avec par exemple la production de magnétosomes par les bactéries magnétotactiques, de squelette calcaire (coccolithes) par les coccolithophoridés, de coquilles de mollusques, de squelette et de spicules d'oursins[11] ou dents, ongles, griffes, os, arêtes... par les vertébrés[3]. Plusieurs tissus spécialisés peuvent coexister dans un même organisme et avoir des fonctions différentes, par exemple chez les mollusques bivalves, un tissu interne produit la nacre et un tissu externe (le périostracum) contribue à nucléer les cristaux formant la couche minéralisée externe de la coquille, servant de support à leur croissance et à leur organisation structurale et aux processus de réparation de la coquille[12].

## Les mécanismes de biominéralisation chez les animaux
La diversité chimique des minéraux impliqués dans la biominéralisation chez les animaux pluricellulaires est limitée. La relation organo-minérale, très intime, est composée de biominéraux associés à des biopolymères à structure souvent fibreuse, formant un biomatériau qui confère aux animaux stabilité et rigidité. Les invertébrés protostomiens fixent généralement du carbonate de calcium sur une trame de chitine, polymère saccharidique (coquille des mollusques, exosquelette des crustacés). Les vertébrés fixent le calcium sous forme de phosphates liés au collagène, polymère polypeptidique (biominéralisation des dents, du cartilage et de l'os). La diversité des animaux multiplie les cas d'exception (cas des éponges siliceuses) et ces deux grands processus ne sont que des tendances générales. La nature différente de ces polymères traduirait une divergence ancienne de l'origine de ces deux types de relations organo-minérales.

### Chez les éponges calcaires (Porifera, Calcarea)
Les éponges de la classe Calcarea produisent des spicules de calcite riche en magnésium,. Ces spicules possèdent un à cinq rayons chez les espèces modernes, mais pouvaient aller jusqu’à huit chez certaines espèces du paléozoïque. Les spicules, chez les éponges calcaires, sont enveloppés par une membrane de matière organique qui se développe de façon synchrone avec le spicule. Ces membranes se forment par accumulation de fibre de collagène en provenance du mésohyle et vont souvent lier des spicules entre eux.
La formation des spicules commence autour d’un point de nucléation à partir duquel des cellules spécialisées (sclérocytes) secrèteront les ions nécessaires à la biominéralisation dans le milieu extracellulaire. Au moins deux cellules sont responsables de la croissance de chaque rayon, ou actine. Une cellule «fondatrice» qui l’allonge et une autre (la cellule «épaississante») accroit son diamètre. Cette forme de croissance explique pourquoi on peut observer des anneaux de croissance dans les spicules.
Les spicules réagissent optiquement comme des monocristaux, mais ils sont, en fait, des assemblages de cristaux très petits (de l’ordre du nanomètre) dont l’orientation est très contrôlée comme l’ont démontré les observations au microscope à force atomique faites par Sethman et al. (2006).
D’autre éponges font des spicules avec du silicium. Celles-ci ont un mécanisme différent pour leur formation. Les spicules vont commencer leur croissance intracellulairement. Le sclérocyte commencera par former une évagination dans laquelle se formera le spicule. La première phase consiste à former un canal axial de matière organique, puis le spicule développera la couche siliceuse autour du filament axial. Il finira par perforer la cellule et devenir extracellulaire.

### Chez les ascidies
Deux sortes d’éléments biominéralisés sont retrouvés chez les ascidies solitaires de l’ordre des stolidobranchia (tunicata, ascidiacea), : les spicules du corps et ceux de la tunique. Les ossicules présents dans le corps ont des formes variées comme des tiges barbelées chez Herdmania momus ou en forme de « panache » chez Pyura pachydermatina et ils sont composés respectivement de vatérite et de calcite, deux formes de carbonate de calcium. Néanmoins, le mécanisme de leur formation reste semblable. En effet, ils se développent de façon extra cellulaire dans les sinus sanguin, principalement dans la région branchiale et ont probablement un rôle dans l’intégrité structurale de cette dernière. En effet cette région est soumise aux forces des courants et aurait tendance à s’effondrer sans les ossicules. La croissance est contrôlée par des sclérocytes avec une grande quantité de pseudopodes et qui sont joints entre eux de façon très étroite par des interdigitation. La croissance est aussi continue tout au long de la vie de l’animal comme l’ont démontré des expériences d’incubation avec de la calcéine.
Les ossicules de la tunique diffèrent de ceux du corps, car ils ne sont pas produits là où ils vont être localisés. Comme les ossicules du corps, ils sont produits de façon extracellulaire dans la paroi de vaisseaux sanguins (ici ceux de la tunique), mais la durée de la croissance est prédéterminé et, une fois celle-ci terminé, ils vont migrer vers la cuticule de la tunique pour former une couche sous cuticulaire et perdre leur enveloppe de sclérocytes. Chez H.momus, en plus de leur rôle structural, les ossicules de la tunique jouent un rôle de protection contre la prédation en traversant la tunique et en donnant à l’animal une texture piquante.

### Chez les échinodermes
Tous les échinodermes,, forment des éléments endosquelettique avec du carbonate de calcium. Ces éléments sont d’origine mésodermique et très liés à la peau de l’animal. Toutes les cellules responsables de leur formation proviennent d’un même type cellulaire : les cellules du mésenchyme primaire. Ce type cellulaire provient des quatre micromères les plus au pôle végétatif lors du stade 16 cellules du développement embryonnaire chez l’oursin pourpre. Après leur ingression, ces dernières vont fusionner les unes aux autres par des extensions de leur membrane (filopode) pour former un syncytium. Le dépôt de minéraux est restreint par un espace occlus et isolé du reste du milieu extracellulaire. Les formes que prennent les éléments squelettiques des échinodermes sont très variées allant des aiguilles des oursins aux petites « tables » des concombres de mer en passant par les pédicellaires. Toutefois, un point commun entre tous est la présence de porosité (ou stéréom) et une quantité de magnésium relativement élevée.
Chez certaines espèces d’ophiures, le squelette prend une forme plutôt particulière; celle de lentille. Ces microlentilles ont une forme parfaite pour éviter les aberrations sphériques et leur point focal correspond à des amas nerveux que l’on présume être des photorécepteurs. Les lentilles sont faites pour détecter la lumière provenant d’une direction précise et des chromatophores dosent la quantité de lumière qui pourra atteindre les photorécepteurs. Ces lentilles sont absentes des espèces d’ophiure indifférentes à la lumière et pourraient fonctionner comme un œil composé chez celles qui en ont.

### Chez les hémichordés
Récemment, des éléments biominéralisés dont la fonction reste inconnue ont été trouvés dans deux espèces d’hémichordés de la classe des entéropneustes. Des observations au microscope électronique à transmission semblent montrer qu’il se forme comme chez les échinodermes (leur groupe frère) dans un espace occlus et entouré de sclérocytes. Certains gènes qui codent des protéines responsables de la genèse des os des échinodermes ont été retrouvés dans le génome d’une espèce, mais on ignore encore s’ils sont impliqués dans la biominéralisation des hémichordés.

### Chez les crustacés
Les crustacés ont un exosquelette qui contient du carbonate de calcium amorphe,. Le carbonate de calcium amorphe est la forme la moins stable de carbonate de calcium. Cette instabilité est permise par l’inclusion de molécules phosphatées, comme le phosphophénolpyruvate et le 3-phosphoglycerate. Ces intermédiaires du cycle de la glycolyse auraient la capacité de lier la chitine et le carbonate de calcium amorphe afin de créer un échafaudage qui favorise la formation de ce dernier au lieu de former de la calcite ou de l’aragonite qui sont beaucoup plus stables et communes chez les organismes qui biominéralisent le carbonate de calcium.
Certain crustacés forment également des gastrolithes avec le même minéral (ces gastrolithes étant traditionnellement appelés des yeux d"écrevisses) et on considère que cette instabilité permettrait aux crustacés d’avoir accès facilement à des réserves de calcium après la mue. Ces gastrolithes sont présents chez les crustacés d’eau douce car ceux-ci ont un risque de carence en ions. Des observations faites sur les gastrolithes d’une écrevisse d’eau douce, Orconectes virilis, ont montré qu’ils étaient des épaississements fortement calcifiés de la cuticule du tube digestif et que lors de la mue, cette cuticule reste dans le tube digestif afin d’être digérée ; l’écrevisse récupère ainsi le calcium investi.

### Chez les mollusques
Les mollusques produisent des coquilles très complexes avec du carbonate de calcium sous forme de calcite et/ou d’aragonite, et, moins fréquemment, de vatérite,. Leurs coquilles sont fascinantes pour les chercheurs, car elles allient légèreté et solidité, mais une de leurs caractéristiques les plus intéressantes est la nacre. La nacre est un assemblage de plaques polygonales d’aragonite empilées telles des briques avec des polysaccharides et des fibres protéiques comme mortier. La formation de la nacre commence par la construction d’une matrice organique, par les cellules du manteau, dans laquelle iront se former les cristaux d’aragonite. Une fois cette structure formée les cellules du manteau vont sécréter les ions nécessaires afin d’induire à distance la formation des cristaux à l’intérieur de la matrice. Cette matrice est perforée de plusieurs pores pour permettre le flux de ces ions et aussi pour permettre à la cristallisation d’être continue entre les plaques. Ainsi, beaucoup moins d’événements de nucléation sont nécessaires et l’orientation des cristaux est uniforme.
Bien que la nacre soit une caractéristique unique aux mollusques et peut être considérée comme une apomorphie de ce clade, elle n’est pas présente chez tous les mollusques. Certains bivalves ont par exemple une forme de calcite feuilletée là où la nacre pourrait se trouver et les monoplacophores ont une forme d’aragonite feuilletée. Ces deux formes de carbonate se forment comme un assemblage de lattes plutôt que de briques comme dans la vraie nacre.

### Chez les brachiopodes
Les brachiopodes ont des coquilles qui ressemblent superficiellement à celle des mollusques. Au niveau chimique il y a une certaine ressemblance comme la présence de chitine, mais il n’y a pas de nacre et les brachiopodes de la classe Lingulata forment des coquilles en apatite, une forme de phosphate de calcium. Une étude sur le génome de Lingula a démontré que plusieurs gènes qui régulent la biominéralisation sont partagés chez les animaux comme la chitinase entre les mollusques et Lingula, ce qui est normal étant donné que les deux utilisent la chitine dans l’échafaudage de leurs coquilles et indique qu’elle est partagée avec l’ancêtre commun. D’autres protéines intéressantes sont l’hephaestine et l’hemicentrine qui sont partagées entre lingula et les coraux mais sont absentes chez les mollusques ou les vertébrés ce qui implique une origine commune et deux disparitions de ces protéines extracellulaires qui lient les ions, ou bien une double origine de ce système.

### Chez les vertébrés
Le squelette des vertébrés peut être plus ou moins minéralisé selon les taxons, mais lorsqu’il l’est, il est composé principalement d’hydroxyapatite, une forme de phosphate de calcium,. Les cellules qui contrôlent la croissance et l’entretien des os sont les ostéocytes et les ostéoclastes. Les ostéocytes (ou les chondrocytes si le squelette n’est pas minéralisé) ont deux origines embryonnaires distinctes : une origine mésodermale pour l’endosquelette sauf le splachnocrane qui provient de la crête neurale comme le squelette dermique. Les ostéocytes sont responsables de déposer le calcium dans les os et ainsi de favoriser la croissance de ces derniers ; les ostéoclastes, eux, sont responsables de la réabsorption des os pour augmenter la concentration de calcium sanguin. Ces deux types cellulaires répondent à deux hormones pour réguler leur activité : la parathormone qui est sécrétée en cas d’hypercalcémie, stimule les ostéocytes et inhibe les ostéoclastes ; et la calcitonine qui est sécrétée en situation d’hypocalcémie et a l’effet inverse. La biominéralisation a donc, en plus de son rôle structural, un rôle de régulation ionique chez les vertébrés.

### Un chemin commun?
L’observation d’une bactérie magnétoaxique a mené à l’élaboration d’une hypothèse selon laquelle les mécanismes de biominéralisation proviendraient de plusieurs exaptations indépendantes d’un mécanisme ancestral. Ces exaptations auraient été déclenchées, ou sélectionnées, durant l’explosion du Cambrien. Cette origine commune expliquerait les similitudes immunologiques entre les biominéraux des différents taxons animaux.
Comme les embranchements majeurs des animaux ont divergé plusieurs centaines de millions d’années avant l’explosion (selon les horloges moléculaires), et qu’une force de sélection, même plutôt forte, ne suffirait pas à réinventer des systèmes aussi complexes et similaires dans tant de groupes, cette hypothèse mérite d’être considérée comme vraisemblable.
L’origine résiderait dans le système de transport d’ions de calcium nécessaire à la formation de microtubules et présent chez les eucaryotes et le système de biominéralisation de la magnétite. En effet il semble être présent dans la majorité des taxons animaux, semble très ancien et partage un mécanisme commun de transport vacuolaire avec les bactéries magnétotactiques.

## Les protéines intrinsèquement désordonnées
La formation de biominéraux est contrôlée par certaines protéines produites par l’organisme. Plusieurs de ces protéines vont lier une matrice organique, les ions des minéraux ou bien les deux. Une grande quantité de ces protéines sont dites intrinsèquement désordonnées, car elles n’ont pas de configuration secondaire ou tertiaire avant d’être liées à leur cible. À la place elles vont se tortiller de façon complètement aléatoire. Cette absence de forme prédéfinie leur donne de la flexibilité pour se lier a plusieurs substrats, mais une fois liées elles adoptent des conformations plus standard. Par exemple la protéine phosphophorine, en présence de calcium, va adopter une conformation de feuillet bêta. Une autre étude, par Evans et Chang (1994), a montré que la structure de la phosphophorine dépendait du pH à cause des interactions entre les régions chargées. Les différentes conformations que peuvent prendre ces protéines aident à la biominéralisation, car elles permettent de stabiliser les substrats liés tout en conservant une région désordonnée prête à se lier à autre chose. Leur structure ouverte laisse également la place à un plus grand contrôle de la cellule sur les modifications post-traductionnelles comme la phosphorylation ou la glycosylation pour permettre une plus grande variété de structure et surtout de ligands.
L’absence ou la mutation de ces protéines intrinsèquement désordonnées chez les animaux a été associée avec des maladies qui touchent les os, la dentine et l’émail comme Dentinogenesis imperfecta de type III et le rachitisme vitamino-résistant hypophosphatémique.

## Étapes de la biosynthèse
Le processus de biosynthèse de cristaux et de leur assemblage passe par plusieurs étapes
1. bioconcentration de certaines cellules ou espace en ions minéraux,
2. le cas échéant la production d'une matrice protéique,
3. nucléation / cristallisation,
4. processus d'arrêt de la croissance du cristal ou de la structure produite (souvent saisonnièrement contrôlée). Il joue un rôle important car le blocage de l’arrêt de la croissance d'un cristal en un de ces points détermine sa forme finale et certaines des propriétés mécaniques et optiques des cristaux. Ce blocage contrôlé est par exemple actif dans la formation des structures complexes des plaques des coccolithophoridés, mais chez de nombreuses espèces, divers types de cristaux s'arrêtent simplement de croître passivement, quand ils rencontrent un obstacle (qui peut être un autre cristal) ou une matrice organique (par exemple la matrice interlamellaire qui contrôle la production de la nacre). Chez des organismes primitifs, il peut aussi être contrôlé par l'épuisement de des constituants minéraux nécessaires
5. une dernière étape (chez les espèces qui en sont capables) peut être celle de l'entretien ou de la réparation du matériau quand il se dégrade.

## Coûts énergétiques
Biosynthétiser des minéraux a un coût énergétique pour l'animal mais bien moindre qu'avec les méthodes industrielles utilisées par l'Homme, et ne nécessitant pas d'hydrocarbures fossiles ou d'autres sources d'énergie (directe ou indirecte) que le soleil.
Selon Palmer (1992), les coûts énergétiques de la biominéralisation proviennent notamment :
- du transport cellulaire des ions (contre leur gradient naturel de concentration) ;
- de la production des molécules (protéines) capables de favoriser et contrôler la sursaturation des ions minéraux ;
- de la sécrétion de molécules minérales ou organo-minérales hors des « cellules minéralisantes » (cellules qui doivent pouvoir contrôler l'ordre d'entrée de différents ions dans le processus de nucléation, l'orientation de la croissance des cristaux (hétéro-épitaxie) par un support organique insoluble et l'agencement des cristaux ou agrégats ainsi produits).

## Utilisation par l'être humain
Les minéraux formées par le vivant peuvent offrir des utilisations spécifiques dans les détecteurs aimantés (Fe3O4), les détecteurs de pesanteur (CaCO3, CaSO4, BaSO4) ou l'entreposage et mobilisation du fer (Fe2O3.H2O).
La biomimétique et très intéressée par ces processus, notamment parce qu'ils sont mis en œuvre à des coûts énergétiques très faibles (par rapport à ceux mobilisés par les processus industriels humains) et sans nécessiter de catalyseurs aussi coûteux et rares que ceux utilisés par l'Industrie, et car ils sont parfois produits par des animaux vivant dans des milieux apparemment défavorables à la précipitation des minéraux utilisés. Ainsi :
- certains organismes synthétisent des biominéraux siliceux dans des eaux de mer sous-saturées en silice.
- d'autres synthétisent du carbonate de calcium dans des environnements pauvres en calcaire et/ou au pH acide ou dans des domaines marins profonds où la pression ne permet normalement pas la cristallisation de carbonates…). Ils le font en contrôlant la saturation des ions essentiels par des mécanismes actifs de transport ionique, que l'industrie chimique et les partisans de la chimie verte aimerait pouvoir reproduire. On sait déjà expérimentalement consolider des sols par biocalcification in situ[31]
- Des bactéries encroutantes, biominéralisantes sont parfois capables de pétrifier des objets immergés ou de colmater des fonds de cours d'eau (ce qui pose problème quand il s'agit de frayères de salmonidés). Certaines de ces bactéries contribuent à l'« autocicatrisation » naturelle de certains mortiers. Elles pourraient être utilisées pour colmater certains substrats que l'on voudrait rendre étanche (à la suite d'une pollution par exemple), pour inerter des substrats toxiques, ou pour réparer (par « biocicatrisation ») des mortiers ou certains autres matériaux fissurés, dont par des fissures dites larges (>150 μm)[32]. La recherche doit encore trouver des méthodes pour « accélérer la cinétique et maximiser l’efficacité du colmatage des fissures relativement importantes »[32], par exemple en imprégnant « les fissures à l’aide d’un milieu de culture (milieu précurseur) inoculé avec une souche bactérienne spécifique »[32]. Le milieu précurseur doit contenir du calcium bioassimilable par les bactéries, par exemple sous forme de lactate de calcium. Une bactérie testée pour la biocicatrisation est Bacillus pseudofirmus, car adaptée au pH basique du ciment et des fissures en cours de biocicatrisation, à condition d'ajouter des nutriments (extrait de levure ou milieu de culture « Nutrient Broth »[32]. Le degré de cicatrisation étant évalué par une mesure de perméabilité à l’air des échantillons ainsi « biocicatrisés »[32].